# Älvsjö
Älvsjo é um distrito da cidade de Estocolmo, situado na zona de Söderort e integrado na comuna de Estocolmo. Faz fronteira com os distritos de Skärholmen, Hägersten-Liljeholmen, Enskede-Årsta-Vantör e Huddinge Sankt Mikaels, este último na comuna de Huddinge. No ano 2018 tinha 1.530 habitantes.

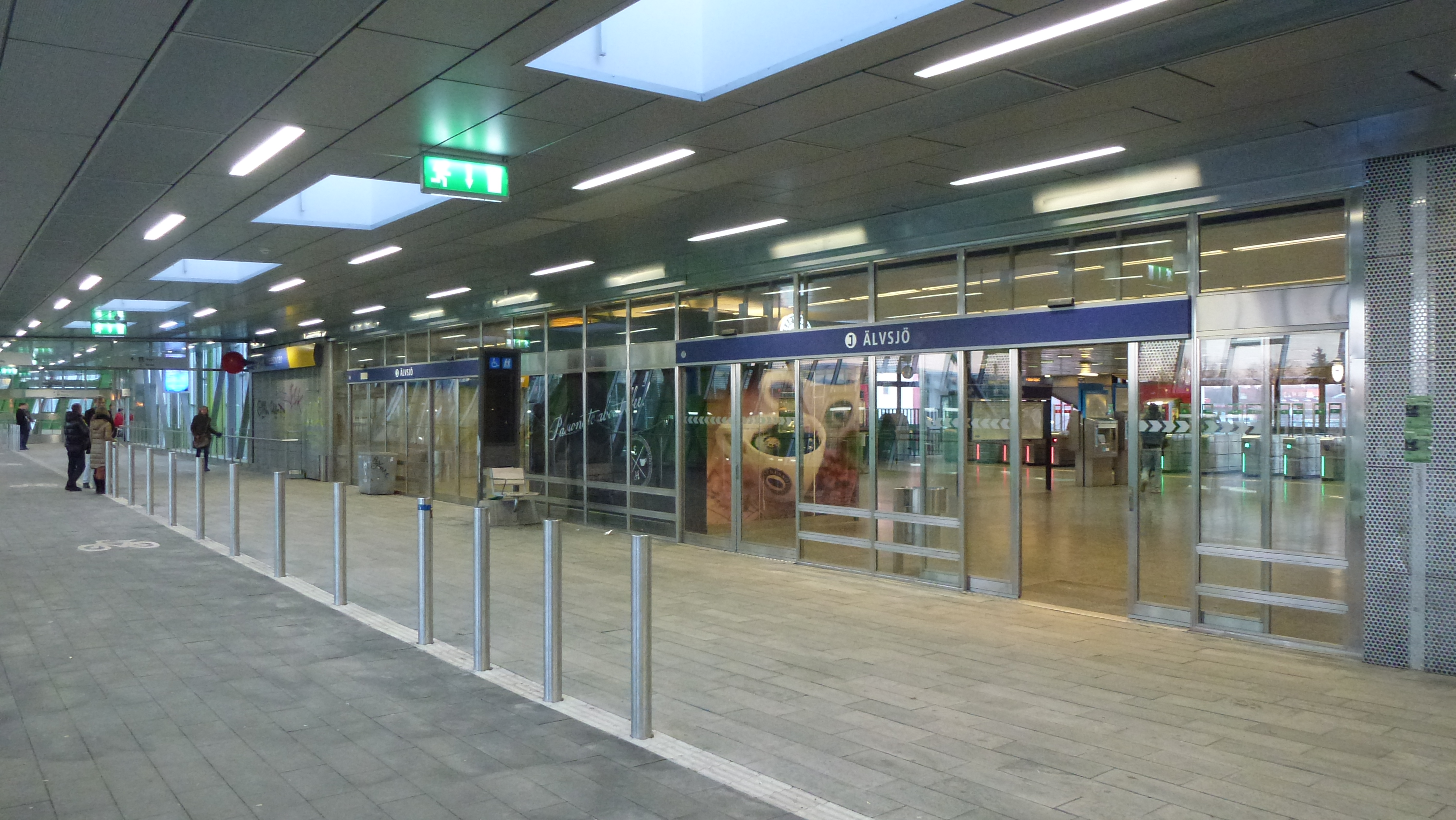
Estação de Älvsjö.